# Andrzej Lepper
Andrzej Zbigniew Lepper (Stowięcino, Pomerania, 13 de junio de 1954 - Varsovia, 5 de agosto de 2011) fue un político polaco, líder del partido político Samoobrona RP (Autodefensa de la República de Polonia, en su traducción al castellano).
Fue vice primer ministro y ministro de Agricultura y Desarrollo Rural entre el 5 de mayo de 2006 y el 22 de septiembre de 2006, y otra vez del 16 de octubre de 2006 al 9 de julio de 2007, en el equipo ministerial de Jarosław Kaczyński. Antes de comenzar su carrera política, Lepper era granjero en la localidad de Zielnowo, en Pomerania.
Fue condenado en febrero de 2010 por chantaje sexual a varios empleados de su partido.
Andrzej Lepper fue encontrado muerto, colgado de una soga en su despacho, el 5 de agosto de 2011. La policía apuntó a un suicidio.